# Сура (приток Пинеги)
Су́ра — река в Архангельской области России, левый приток Пинеги. Течёт по территории Пинежского района.
Длина — 92 км, площадь водосборного бассейна — 1100 км².
Образуется слиянием рек Юромы и Суросоры на высоте около 124 м над уровнем моря, восточнее озера Красный Окунь. Протекает по территории Сурского сельского поселения. Впадает в Пинегу по левому берегу в 395 км от её устья.
В нижнем течении реки находятся деревни Гора, Слуда, Марково, Пахурово, в устье — село Сура. Притоки: Пыстома, Вырвей, Ерёмин, Третной, Большой Перзей, Малая Каргоя, Большая Каргоя, Глубокий, Большой Лебедев, Мытницкий, Мозила (Мозела), Мурдея, Путила, Кирчема, Пёсова, Явроя, Майнема, Нюхчева, Полёвка, Тярнема, Малая Летова, Пимоя, Пурола, Суросурка, Юрома.
Ширина реки у села Сура — 37 м, глубина — 0,5 м, дно твёрдое, скорость течения — 0,5 м/с. По данным наблюдений с 1974 по 1988 год среднегодовой расход воды в 9,6 км от устья составляет 11,03 м³/с, при среднем минимальном значении 7,38 м³/с и среднем максимальном 13,28 м³/с. Максимальный расход 76,5 м³/с зафиксирован в мае 1986 года.

## Данные водного реестра
По данным государственного водного реестра России и геоинформационной системы водохозяйственного районирования территории РФ, подготовленным Федеральным агентством водных ресурсов:
- Бассейновый округ — Двинско-Печорский
- Речной бассейн — Северная Двина
- Речной подбассейн — Северная Двина ниже места слияния Вычегды и Малой Северной Двины
- Водохозяйственный участок — Пинега

## Топографические карты
- Лист карты P-38-19-C,D — ФГУП «ГОСГИСЦЕНТР»
- Лист карты P-38-20-C,D — ФГУП «ГОСГИСЦЕНТР»